# Salvatore Castiglione (peintre)
Pour les articles homonymes, voir Salvatore Castiglione.
Salvatore Castiglione (Gênes, 21 avril 1620 - 1676)  est  un peintre italien baroque  du XVIIe siècle.

## Biographie
Salvatore Castiglione a surtout peint des paysages, des sujets pastoraux et des scènes mythologiques.
Salvatore est le frère de Giovanni Benedetto Castiglione et l'oncle de Francesco Castiglione eux aussi peintres.

## Œuvres

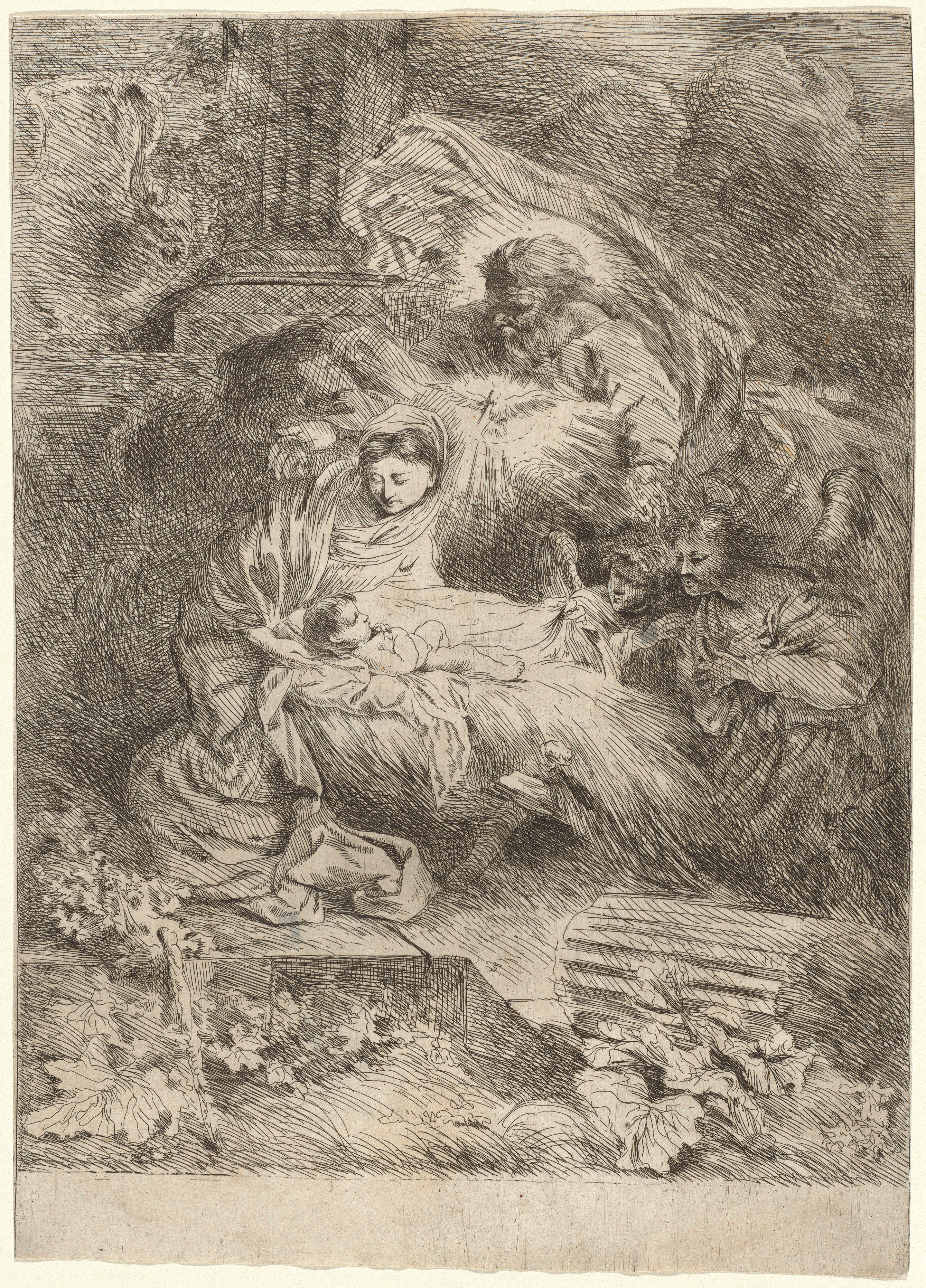
La Nativité avec Dieu le Père et le Saint-Esprit, vers 1645, National Gallery of Art.

- La Résurrection de Lazare (1645), Fine Arts Museum, San Francisco.